# Nazih Geagea
Nazih Geagea (arab. ‏انزيه جعجع‎, ur. 16 października 1941 w Baszarri) – libański narciarz alpejski, dwukrotny uczestnik zimowych igrzysk olimpijskich.
Najlepszym wynikiem Geagei na zimowych igrzyskach olimpijskich jest 49. miejsce podczas igrzysk w Squaw Valley w gigancie w 1960 roku.
Geagea nigdy nie wziął udziału w mistrzostwach świata.
Geagea nigdy nie wystartował w zawodach Pucharu Świata.

## Osiągnięcia

### Zimowe igrzyska olimpijskie
| Igrzyska          | Konkurencja | Czas    | Wynik | Zwycięzca        |
| ----------------- | ----------- | ------- | ----- | ---------------- |
| Squaw Valley 1960 | Zjazd       | 3:00.30 | 59.   | Jean Vuarnet     |
| Squaw Valley 1960 | Gigant      | 2:20.30 | 49.   | Roger Staub      |
| Squaw Valley 1960 | Slalom      | -       | DSQ   | Ernst Hinterseer |
| Innsbruck 1964    | Zjazd       | 2:55.34 | 67.   | Egon Zimmermann  |
| Innsbruck 1964    | Gigant      | 2:30.24 | 70.   | François Bonlieu |
| Innsbruck 1964    | Slalom      | -       | DNQ   | Pepi Stiegler    |